# Bluesky Social
Cet article possède un paronyme, voir Blue Sky.
Bluesky est un réseau social de microblogging fondé en 2019 par Jack Dorsey, cofondateur de Twitter. Initialement conçu comme un projet de recherche pour décentraliser les réseaux sociaux, il a évolué pour devenir une plateforme indépendante fonctionnant grâce au protocole AT (Authenticated Transfer Protocol).
Le réseau social est accessible via un navigateur web et depuis l'application homonyme pour iOS et Android.
Il est géré par l'entreprise Bluesky, une benefit corporation.
En janvier 2025, Bluesky affirme recenser 30 millions d'utilisateurs actifs quotidiens dans le monde, dont 3 millions aux États-Unis.

## Histoire
Le 11 décembre 2019, le PDG de Twitter, Jack Dorsey, annonce pour la première fois l'initiative Bluesky dans un Tweet : « Twitter finance une petite équipe indépendante composée de cinq architectes, ingénieurs et concepteurs de logiciels libres afin de développer une norme ouverte et décentralisée pour les médias sociaux. L’objectif est que Twitter devienne à terme un client de cette norme. »,. Le directeur de la technologie de Twitter, Parag Agrawal, en est le chef de projet avant de devenir le PDG de Twitter. L'objectif est de créer un réseau social qui sera à terme décentralisé. Twitter charge Jay Graber d'établir un examen technique du paysage des réseaux sociaux décentralisés. Elle prendra la direction de Bluesky en août 2021.
Fin 2021, Bluesky devient officiellement une société indépendante et distincte de Twitter. Après le rachat de Twitter par Elon Musk, le réseau Bluesky est présenté, avec Mastodon, comme une des alternatives pour les personnes souhaitant quitter X (anciennement Twitter),.
En octobre 2022, Bluesky ouvre une liste d'attente pour les internautes voulant tester la version bêta du projet. Près de 30 000 personnes s'inscrivent en deux jours.
Le 1er mars 2023, le réseau social devient disponible sur l’App Store, il faut obligatoirement une invitation pour s'inscrire. La version Android devient disponible sur le Play Store le 20 avril 2023.
Le 30 juin 2023, l'application dépasse le million de téléchargements. Il a fallu environ quatre mois à Bluesky pour atteindre ce cap en fonctionnant uniquement par invitation et parrainage.
Le 5 juillet 2023, Bluesky annonce avoir réalisé une première levée de fonds de 8 millions de dollars. Elle abandonne le statut de benefit Limited liability company pour celui de benefit corporation. L'entreprise prévoit d'utiliser les fonds pour développer son équipe, gérer les opérations, payer les coûts d'infrastructure, lancer des offres payantes et améliorer le protocole AT.
Le 6 février 2024, Bluesky s'ouvre au public en désactivant le système d'invitation.
En plus de son site Internet, le service est également accessible via des applications pour iOS et Android. Le service est axé sur le microblogging et a été qualifié de « type Twitter ».
Le 4 mai 2024, Jack Dorsey annonce sur X (anciennement Twitter) ne plus être membre du conseil d'administration de Bluesky.
Le 22 mai 2024, Bluesky ajoute la fonctionnalité des messages privés mais seulement avec des messages textes : il y est impossible d'envoyer des photos, des vidéos, ou des GIF. Actuellement les messages privés ne sont pas chiffrés.
Le 11 septembre 2024, la plateforme compte désormais 10 millions d'utilisateurs. Bluesky ajoute la possibilité de publier des vidéos d’une durée maximale de 60 secondes puis le 11 mars 2025 de 3 minutes. 
En novembre 2024, Bluesky annonce avoir dépassé les 15 millions d’utilisateurs, avec un afflux d’un million de nouveaux inscrits en seulement 24 heures, à la suite de l’élection de Donald Trump. Un mois plus tard, la plateforme atteint 24 millions d’utilisateurs, consolidant ainsi sa dynamique de croissance.
En novembre 2024, Bluesky est accusée par la Commission européenne de ne pas respecter les obligations de transparence en omettant de divulguer des informations essentielles, telles que le nombre d'utilisateurs dans l'UE et le lieu d'établissement légal. La Commission européenne n'a pas identifié de représentant de Bluesky au sein de l'Union europénne et, en cela, n'est pas en mesure de contacter directement la plateforme.
En décembre 2024, Bluesky expérimente en version bêta une nouvelle section Tendances rappelant la fonctionnalité du même nom sur X.
Le 21 avril 2025, Bluesky met en place un système de vérification avec une coche bleue. Celle-ci est attribuée manuellement par l’équipe de Bluesky aux comptes jugés authentiques et remarquables.

## Communauté
Le réseau social affirme avoir doublé son nombre d’utilisateurs en sept mois, passant de 4,9 millions d'utilisateurs inscrits le 16 février 2024 à 10 millions le 16 septembre 2024. Il affirme avoir 3 millions de comptes aux États-Unis et 30 millions de comptes le 29 janvier 2025, parmi lesquels,il est difficile d'évaluer le nombre de comptes actifs tout en constatant qu'une publication a été appréciée de 2 millions de comptes différents.
En mai 2025, Jay Graber, la PDG de Bluesky, indique que le réseau social est passé à 34,6 millions de personnes qui l'utilisent.

## Fonctionnement
La connexion au réseau social passe par des serveurs d'authentification (nommés DID:PLC), gérés par l'entreprise. Les comptes peuvent ensuite publier des messages publics, sur le serveur de données de l'entreprise ou leur propre « serveur de données personnelles » (PDS). Il est possible d'afficher des publications d'autres comptes grâce à des relais, qui sont des serveurs parcourant l'ensemble des PDS. Ils peuvent aussi envoyer des messages privés, en passant par des serveurs de l'entreprise.
Le fonctionnement de Bluesky ressemble beaucoup à celui de Twitter :
- Profil : chaque utilisateur dispose d’un profil permettant d'avoir une photo, une bannière, une courte bio, une liste des publications, un nom d'utilisateur et un nom d'utilisateur unique se composant ainsi : @pseudo.bsky.social[9];
- Posts : il est possible de publier des posts de 300 caractères maximum et pouvant contenir jusqu’à quatre photos. Ils sont habituellement nommés « Skeet » par les utilisateurs, mot-valise de « Sky » et « Tweet ». Une publication peut intégrer des liens, des mentions, des émojis et des hashtags[9];
- Fil d'actu : un fil d'actualité principal chronologique est disponible pour afficher les posts publiés par ses abonnements. Il est possible de choisir d'autres fils d'actus algorithmiques comme : « Discover » (mise en avant de certains posts) ou encore « Bluesky Team » qui regroupe les posts de l'équipe de développement du réseau social. La majorité des fils d'actus sont générés par des services tiers fédérés à Bluesky à travers le protocole AT et tout utilisateur peut en créer de nouveaux[38] ;
- Interactions : il est possible de suivre d'autres comptes, d'aimer des posts et d’y répondre en laissant un commentaire. Un utilisateur peut reposter des posts d'autres comptes sur son profil, le fonctionnement des interactions est proche du Twitter d'origine ;
- Recherche : la recherche permet de trouver d'autres utilisateurs ou bien de trouver des posts par mots-clés ;
- Certification : le réseau social ne dispose pas d'un système de badge certifié pour valider l'authenticité d'un compte. À la place, l'utilisateur peut avoir un nom de domaine qu'il possède comme nom d'utilisateur sur son profil. Par exemple, au lieu de @pseudo.bsky.social, il est possible d'avoir @siteweb.com[9];

Le réseau social est en partie décentralisé, tout en se basant sur une centralisation de l'authentification et des messages privés, ce qui le différencie de Twitter et Mastodon,.

## Protocole AT

Logo du protocole AT.

Le protocole AT (Authenticated Transfer Protocol en anglais) est un protocole open-source sous licence MIT, développé et utilisé par Bluesky pour le stockage décentralisé des données sur plusieurs serveurs,.
Il est supposé permettre, à terme, aux utilisateurs de changer d’hébergeur à tout moment et aux plateformes qui l'utilisent d'être interopérables. L'objectif étant de faciliter la portabilité des comptes,.
Il s'agit d'un protocole indépendant et concurrent d'ActivityPub utilisé par d'autres réseaux sociaux comme Mastodon, GNU Social ou encore Threads de Meta. Le Protocole AT est aussi indépendant de Nostr, un autre protocole de communication décentralisé qui est soutenu également par Jack Dorsey.
En janvier 2025, le protocole AT étant seulement développé par l'entreprise BlueSky Social, il reste trop centralisé pour le protéger contre une prise de contrôle, comme l'a été Twitter par Elon Musk. Une pétition est publiée pour obtenir la création d'une fondation qui gérerait le développement du protocole.

## Critiques

### Centralisation du réseau
En 2024, le fondateur de Bluesky, Jack Dorsey, supprime son profil Bluesky et regrette que le réseau social « répète littéralement toutes les erreurs commises par [Twitter] », en centralisant le réseau,.
Le protocole ne permet pas de mettre en ligne un serveur utilisable par autrui, mais seulement un « serveur de données personnelles » (PDS) utilisable par un seul compte. Des serveurs relais, qui parcourent l'ensemble des PDS peuvent être mis en ligne, mais ils sont extrêmement gourmands en ressources. L'authentification et les messages privés ne peuvent être gérés que par les serveurs de l'entreprise, respectivement nommés DID:PLC et DM. 
Cette centralisation pourrait le rendre vulnérable à des pressions externes, politiques, financières ou à un changement de direction.

### Publications et blocages toujours publics
Le protocole ne permet pas d'interdire la visualisation des messages publiés. Une application peut décider de suivre la demande faite par un compte de ne pas afficher une publication mais rien ne l'empêche de l'afficher. De plus, comme dans Twitter, la liste de blocages d'un ou une utilisatrice est publique : il est possible de connaitre la liste de blocage pour un compte donné et, à l'inverse, de savoir qui a bloqué un compte en particulier. Cette possibilité peut être utilisée à des fins de harcèlement.